# Латунне місто (роман)
«Лату́нне мі́сто» (англ. The City of Brass) — американський фентезійний роман Ш. А. Чакраборті. Це перша книжка з трилогії «Девабад», за якою слідом йдуть «Мідний край» 2019 року та «Імперія золота» 2020 року.

## Публікація
Роман «Латунне місто» опублікувала дочірня компанія HarperCollins HarperVoyager 14 листопада 2017 року. Він має п'ятсот тридцять дві сторінки, містить ілюстрації та карти, надрукований у твердій та м'якій палітурці та доступний для завантаження в цифровому вигляді. Пресреліз описує цю історію як «вигадану алхімію „Голема і Джинні“, „Благодаті королів“ і „Вирваних з корінням“, у якій майбутнє чарівного королівства Близького Сходу перебуває в руках розумної та зухвалої молодої шахрайки з чудодійними дарами зцілення». Коли авторку запитали про написання роману в інтерв'ю для The Huffington Post, Чакраборті пояснила, що він «розпочався як експеримент зі створення світу… світ, який став Латунним містом — світ, який, як я уявляла, могли створити джини, об'єднавши свою природу та вплив конкретних людських суспільств, серед яких вони жили. Це стало грою, у якій правила задавала історія та фольклор: я мала дотримуватись того, що вже існувало, але могла уявляти те, що за межами цього. Наприклад, у нас є кілька згадок про те, як пророк Сулейман карав джинів, але це й усе. Тож я спробувала уявити, що було далі: як це могло вплинути на їхню релігію й політику… а також розділити їх».

## Короткий зміст
У Каїрі XVIII століття молода сирота й обдарована шахрайка Нарі заробляє на життя екзорцизмами та ворожінням, не підозрюючи про справжнє походження своїх незвичайних здібностей. Під час одного з обрядів вона випадково викликає Дару — могутнього джина-воїна, пов'язаного із забутим світом магії та стародавнім родом Нагідів. Дара розповідає Нарі про її спадщину й переконує вирушити до Девабада — легендарного міста джинів, де її поява може змінити хід історії.
У Девабаді Нарі опиняється втягнутою в складну політичну гру між ворожими племенами джинів, зневаженими напівлюдьми-шафітами та королівською родиною Кахтані, яка прагне зберегти владу за будь-яку ціну. Її змушують погодитися на шлюбний союз із Мунтадіром, спадкоємцем престолу, що має об'єднати розсварені роди. Але справжні почуття Нарі, її прихильність до Алі — благородного й розриваного внутрішніми суперечностями принца — та складні зв'язки з Дарою кидають виклик планам короля Гассана.
Під тиском особистих трагедій, політичних інтриг і давніх ворожнеч Нарі, Алі та їхні союзники вимушені робити важкі вибори. Зрада, кровопролиття й боротьба за свободу кидають тінь на все місто. Вижити в цьому заплутаному світі змов і стародавньої магії означає знайти в собі мужність змінити долю не лише свою, а й цілого народу.

## Прийняття
Кілька засобів масової інформації, як-от Library Journal, Vulture.com, The Verge і SyfyWire, внесли роман до списку найкращих книг року[джерело?]. В огляді в The New York Times оглядачка Сюзанна Джойнсон каже, що «очевидно, що Чакраборті отримує велике задоволення від натяків на ці казки», і далі пише: «найбільш приємним є смак, з яким усе вкладається в її історію, від різанини до зомбі та джинів». Огляд Пола Ді Філіппо в «Локусі» порівнює роман з «Тисячею та однією ніччю» з погляду його образів і сюжетних ліній, і підсумовує так: «„Латунне місто“ пропонує насолоди, гідні Шахерезади, з його поєднанням королівської ввічливості, магії джинів, людської любові та страхів і близькосхідного макіавеллізму». Магвеш Мурад пише на Tor.com: «Для більшості (західних?) читачів, чиїм єдиним досвідом знайомства з джинами є Дісней, „Латунне місто“ буде розкішною, цікавою байкою, натхненною близькосхідним та ісламським фольклором, яка містить достатньо знайомих елементів, аби не здаватися некомфортно чужою, і водночас є досить екзотичною, щоб хвилювати, спокушати і закрити питання розмаїття як це годиться».
Роман «Латунне місто» був фіналістом кількох нагород у галузі наукової фантастики та фентезі, зокрема премії Кроуфорда, премії «Локус», премії «Британське фентезі», «Всесвітньої премії фентезі», а також виграв нагороду Booknest.eu за найкращий дебютний роман. Чакраборті ледь не потрапила до фінального списку номінантів на премію Джона В. Кемпбела, програвши з різницею лише в один голос.

## Переклад українською
2023 року у видавництві «Nebo BookLab Publishing» вийшов український переклад роману. Перекладачка — Ксенія Сокульська.